# Robert Burns
Pour les articles homonymes, voir Robert Burns (homonymie) et Burns.
Œuvres principales
- Auld Lang Syne

Robert Burns, né le 25 janvier 1759 à Alloway (Ayrshire) et mort le 21 juillet 1796 à Dumfries (Dumfries and Galloway), est un poète, parolier et fermier écossais.
Il est également appelé Rabbie ou Robbie Burns et surnommé « Scotland's favourite son » (le « fils préféré de l'Écosse »), « the Bard of Ayrshire » (« le barde de l'Ayrshire ») ou tout simplement « the Bard ». Il est un symbole de l'Écosse. 
Il est le plus connu des poètes qui ont écrit en scots, bien que la plus grande partie de son œuvre soit en anglais et en light scots (écossais allégé), un dialecte plus accessible à un public non écossais. 
Ses écrits en anglais, de nature généralement politique, sont souvent plus rugueux.

## Biographie
Né en 1759,, fils de William Burnes (avec un "e" ; son fils Robert a volontairement enlevé le "e" de son nom), jardinier et paysan, Robert ne reçut qu'une instruction élémentaire et travailla la terre une grande partie de sa vie, sans grand succès. 
À Édimbourg, où il s'installa en 1786, il fut considéré par les milieux intellectuels et bourgeois comme poète-paysan. Ce statut ambigu n'alla pas sans un sentiment de malaise chez le poète, et certains poèmes en portent la marque. Grâce à l'éditeur James Johnson furent publiés entre 1787 et 1803 The Scots Musical Museum, plus de 150 chansons populaires écossaises d'origines diverses qu'il avait retravaillées. 
Entre 1793 et 1818 furent édités dans la Thomson's Collection les six volumes de A Select Collection Of Scottish Airs for the Voice, 114 autres chansons populaires.
En 1786, il publie Poems, Chiefly in the Scottish Dialect, premier recueil de poèmes en écossais. Le succès de l'ouvrage et la mort de sa fiancée Mary Campbell le dissuadent d'émigrer à la Jamaïque. Il part à Édimbourg. Le 26 août 1787, il est adoubé chevalier à la tour de Clackmannan par Lady Catherine Bruce, vieille dame de 91 ans et descendante directe du roi d'Écosse Robert Bruce. De retour à Mauchline (South Ayrshire), en 1788, il épouse une fille du pays, Jean Armour, qui lui donnera neuf enfants, et emménage en juin dans une ferme à Ellisland, près de Dumfries. En 1791, après ses échecs dans l'agriculture, il s'installe à Dumfries pour occuper un emploi dans l'administration des impôts. Il s'enthousiasme au début pour la Révolution française, mais se rétracte en 1793 devant les abus.
Il est un critique acide de l'Église presbytérienne et de l'aristocratie, ce qui lui vaut de grandes inimitiés.
Robert Burns est initié en franc-maçonnerie le 4 juillet 1781, à la loge maçonnique Saint David. En 1782, la loge fait scission et, avec quelques frères, il recrée une ancienne loge, la loge Saint James dont il est le vénérable maître par députation. Les procès-verbaux des tenues de loge sont signés de sa main jusqu'en 1788. Deux poèmes sont dédiés aux loges auxquelles il appartient, L'Adieu et Le chant maçonnique, et plusieurs de ses compositions sont empreintes de symboliques maçonniques. Il fait la connaissance de son principal mécène en la personne de lord Glencairn au sein de la loge Canongate Kilwinning à Édimbourg. Ce dernier lance la Caledonian Hunt, une souscription en faveur de Burns et de la seconde édition de son œuvre. Il est reçu maître maçon de l'Arche royale au sein du chapitre d'Eyemouth le 19 mai 1787.

## Carrière littéraire

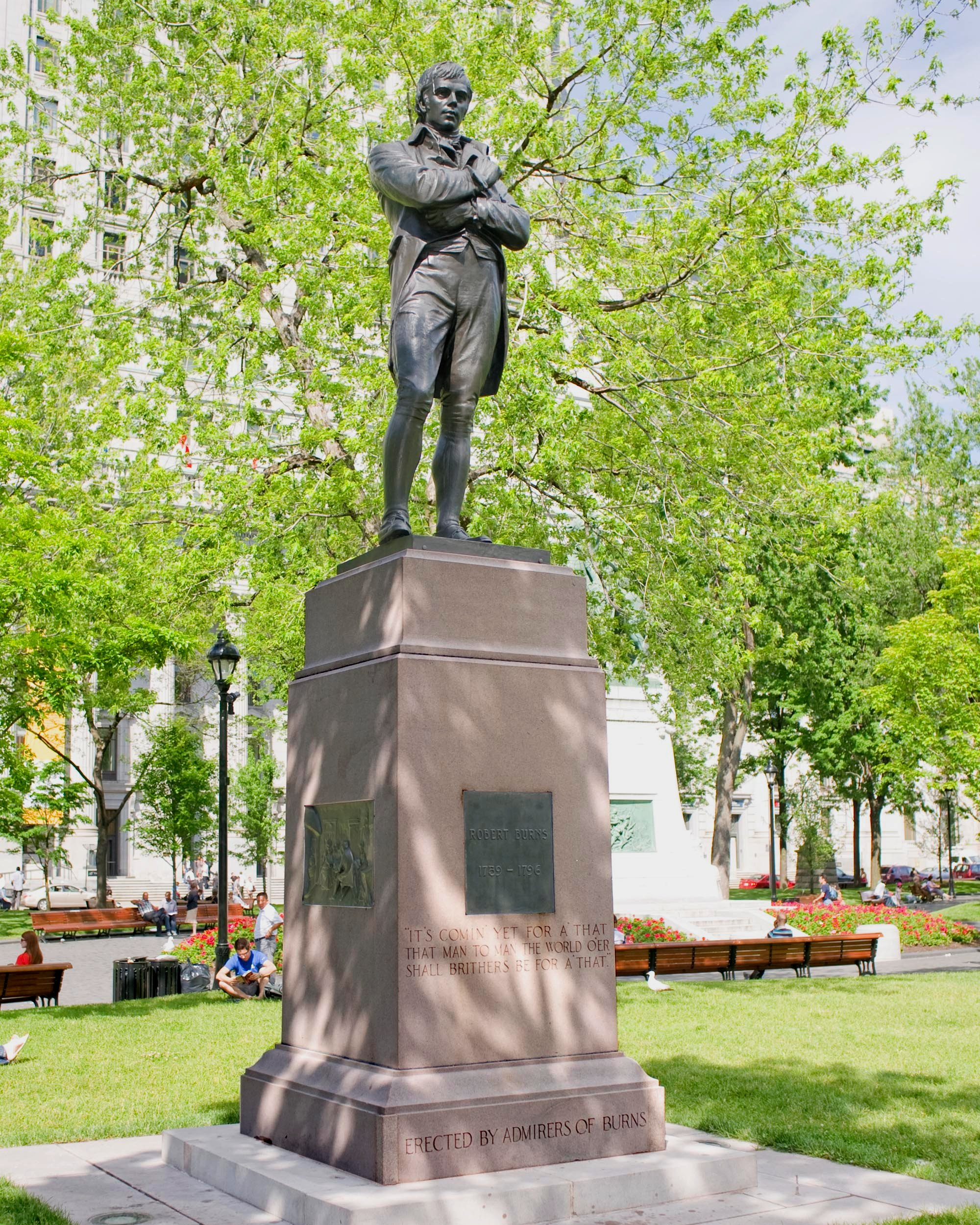
Monument au square Dorchester, Montréal, Québec.

Son œuvre, inspirée de la vie à la campagne, de la nature et de culture populaire est aussi nourrie de nombreuses références à la poésie classique et contemporaine. Son audace naturelle l'amena à refuser les normes critiques de son époque. Sa poésie, d'une grande sensibilité, a contribué à l'éclosion du romantisme. Il inspira la production de littérature dialectale dans d'autres pays de l'Europe.
Il est souvent considéré comme un pionnier du romantisme et, après sa mort, devient source d'inspiration aussi bien pour les fondateurs du libéralisme que du socialisme. Il est une icône de la culture de l'Écosse et de la diaspora écossaise ; sa vie et son œuvre sont devenus l'objet d'un véritable culte au cours des XIXe siècle et XXe siècle, son influence a longtemps marqué la littérature écossaise.
En plus de ses compositions originales, Burns a recueilli des chansons populaires provenant de toute l'Écosse, en les adaptant ou les réécrivant souvent. Son poème (et chant) Auld Lang Syne est souvent entonné lors de Hogmanay (le dernier jour de l'année) et Scots Wha Hae servit longtemps d'hymne national officieux du pays. 
Les autres poèmes et chansons de Burns qui restent les plus connus sont notamment Comin' Thro' the Rye, A Red, Red Rose, A Man's A Man for A' That, To a Louse, To a Mouse, The Battle of Sherramuir, Tam o' Shanter, Halloween et Ae Fond Kiss.

## Musique
Plusieurs de ses poèmes ont été mis en musique, entre autres par le compositeur allemand Robert Schumann. Jonathan E. Spilman a mis en musique en 1837 Sweet Afton, poème de 1791, sous le titre Flow Gently Sweet Afton. Le compositeur estonien Arvo Pärt a mis en musique My Heart's in the Highlands (2000).

## Publications (sélection)
- Poems, Chiefly in the Scottish Dialect (1786), * The Jolly Beggars (1790), The Twa Dogs, Auld Lang Syne (Ce n'est qu'un au revoir en français) et Tam o' Shanter sont parmi les plus célèbres de ses chefs-d'œuvre.
- Ses Poésies ont été traduites en français par Léon de Wailly en 1843.
- John Gibson Lockhart a écrit sa Vie (Édimbourg, 1828).
- Son poème Comin' Thro' the Rye est cité dans le roman L'Attrape-cœurs (titre original : The Catcher in the Rye) de J. D. Salinger et permet d'expliquer son titre.

Robert Burns est en effigie l'hôte permanent du château de Cherveux édifié en Poitou vers 1470 par un autre Écossais, Robert de Cunningham ou Conningham, proche du roi de France et capitaine de sa garde du corps écossaise.